# Val de Saire
Pour l’article homonyme, voir Canton du Val-de-Saire.
Le Val de Saire est un petit territoire normand de la péninsule du Cotentin situé à la pointe nord-est du département de la Manche, au nord du Plain. Son territoire se retrouve depuis 2014 sensiblement recouvert administrativement par le canton du Val-de-Saire.
Il tire son nom de la Saire, fleuve côtier d'une trentaine de kilomètres, qui prend sa source au Mesnil-au-Val et suit l'ensemble de son cours jusqu'à son embouchure, entre les communes de Réville et de Saint-Vaast-la-Hougue (séparées par le pont de Saire), à proximité de la pointe de Saire et de l'île Tatihou.

## Géographie
Région naturelle du Cotentin, aux confins du Massif armoricain, le Val de Saire est situé à l'est de Cherbourg-en-Cotentin et forme un arc de cercle, depuis le port du Becquet jusqu'à l'embouchure de la Sinope à Quinéville, qui marque sa limite sud. Il est bordé au nord par la Manche, qui prend à l'est le nom de baie de Seine. Les limites du Val de Saire, bien qu'imprécises, correspondaient à l'ancien doyenné de Saire, qui regroupait les paroisses situées au nord de la Saire, la Pernelle et le Vicel étant rattachées au doyenné de Valognes. Géographiquement, il correspond à la vallée de la Saire, soit grosso modo aux cantons de Saint-Pierre-Église et de Quettehou.
La région est constituée de deux ensembles géomorphologiques : une zone de plateaux à l'ouest, surplombant une plaine côtière au nord et à l'est de la région. Le mont Étolan, à la limite des communes de Saint-Pierre-Église et Clitourps, culmine à 138 m,, formant ainsi le plus haut point de la région. Les plateaux, creusés par la Saire et ses affluents, sont des paysages de bocage, essentiellement consacrés à l'élevage. La plaine côtière, appelée le Plat Pays, allant de Cosqueville à Morsalines, est caractérisée par la culture maraîchère. Le littoral de la plaine côtière est marqué par une succession de récifs et d'anses et n'abrite que quelques ports : le port du cap Lévi et le port Pignot à Fermanville, le port de Roubari à Gatteville-le-Phare, le port de Barfleur et le port de Saint-Vaast-la-Hougue.
Le phare de Gatteville est situé très exactement aux antipodes des îles Antipodes, en Nouvelle-Zélande, nommées ainsi par les Anglais parce qu'elles sont la terre émergée la plus proche des antipodes de Londres.

### Géologie
La région est constituée de granites hercyniens le long du littoral (au potentiel radon important), de terrains briovériens et triasiques. Au sud, le Plain est rattaché au Bassin parisien. Les spilites du Vast sont rapportées au Briovérien inférieur. En discordance sur le socle formé par les terrains briovériens et les granites (comme ceux de la pointe de Barfleur), les grès triasiques de la couverture sont mis en place dans un contexte fluviatile, comme le montrent les menhirs de Maupertus-sur-Mer ainsi que l'allée couverte de la Forge à Bretteville-en-Saire. Le Trias, également rencontré à Carentan-les-Marais, affleure peu dans le grand Nord-Ouest de la France.
Des restes de dinosaure ont été découverts à La Pernelle, dans les terrains triasiques.

## Toponymie
Selon le professeur Lucien Musset, le nom est composé du nom de la rivière de Saire auquel est accolé le vocable issu du vieux scandinave nes (cap) et désigne donc la pointe de Saire.

## Histoire
De nombreux poètes ont vanté l'attrait de ce petit pays. Pour Alfred Rossel (1841-1926), « N'y a pas de pays pu biau qu'nos campagn'au r'nouviau veûs du haôt d'la Pernelle ». Déjà au XIVe siècle, le chroniqueur Froissart disait « C'est un pays gras et plantureux en toutes choses » ;René Bazin (1853-1932) dit « Nulle part le rire de la terre n'est plus éclatant que dans cette belle campagne du Val de Saire », et Georges Lainey (1907-1991) souligne la qualité et la diversité de ses paysages : « cultures maraîchères, prairies vertes et humides, chemins creux, bosquets au nouveau feuillage sous un ciel où le vent marin roule des nuages lourds de pluie ».

### Préhistoire et Antiquité
Les plus anciennes traces d'occupation humaine dans le Val de Saire se situent à Fermanville (fouilles de l'habitat du paléolithique de la plage de la Mondrée),, sur les sites de Port Pignot (190 000 et 240 000 ans) et de Biéroc (95 000 à 70 000 ans). Le site du mont Étolan, à Saint-Pierre-Église et Clitourps, abrite des vestiges de la fin du paléolithique moyen au néolithique.

### Moyen Âge
Dès 1027, il est fait mention du Val de Saire, dans le douaire fait à Adèle, future épouse de Richard III de Normandie, où il est dit que parmi d'autres domaines de la presqu'île du Cotentin, Richard III précise : « […] je te concède […] le pays qui s'appelle Sarnes… ».
Au début du XIe siècle, le roi d'Angleterre Æthelred le Malavisé envoie une armée ravager la Normandie et capturer le duc Richard II. L'armée débarque à Barfleur — alors l'un des principaux ports du Cotentin — et commence à ravager la campagne du val de Saire : les maisons sont incendiées, le bétail et les récoltes dérobés, les habitants massacrés. Néel de Saint-Sauveur, vicomte du Cotentin, lève alors ses chevaliers et, rejoint par des paysans armés de pieux et de haches, s'élance contre les Anglais. Selon les auteurs normands Guillaume de Jumièges et Wace, l'attaque de Néel est si vigoureuse que l'armée anglaise est entièrement massacrée. Une sentinelle, qui se tenait à distance du camp anglais, parvient à regagner la flotte qui repart en toute hâte en Angleterre annoncer la défaite au roi. Celui-ci, surpris de ne pas voir Richard, apprend que ses chevaliers ont été tués par « des hommes très forts et très belliqueux, mais aussi des femmes qui combattent et qui, avec leurs cruches, cassent la tête aux plus vigoureux de leurs ennemis ».
Le naufrage de la Blanche-Nef en 1120, au large de Barfleur, changea le cours de l'histoire et permit à la maison angevine des Plantagenêt d'accéder au pouvoir, donnant naissance à l'empire Plantagenêt, comprenant l'Angleterre, la Normandie, l'Anjou et l'Aquitaine.
Malgré l'usage de Barfleur comme port principal d'échanges entre la Normandie et l'Angleterre après la conquête normande de l'Angleterre, le roi d'Angleterre et duc de Normandie Henri II débarque au cap Lévi le 18 août 1177, en provenance de Portsmouth, avec sa cour.
Pendant la guerre de Cent Ans, le Val de Saire est ravagé et mis à sac par le roi d'Angleterre Édouard III et son fils le Prince Noir, qui débarquent à La Hougue le 12 juillet 1346. Au cours de la Chevauchée d'Édouard III, Saint-Vaast, Barfleur, Quettehou et Montfarville sont notamment incendiées. Barfleur, qui était le port principal du monde anglo-normand et aurait alors compté 1 800 feux — soit entre 7 000 et 9 000 habitants, chiffre probablement exagéré — n'en compte plus que trente sous le règne de François Ier. Le pays sera ravagé ensuite en 1361, 1388, 1415…, puis à l'époque des guerres de Religion, notamment pendant la Ligue avec le seigneur d'Anneville, François de la Cour, dit du Tourps († 1492), du nom de son manoir.

### Époque moderne
Sous l'Ancien Régime, l'actuel territoire du Val de Saire formait les sergenterie et doyenné du Val-de-Saire et une partie des sergenterie et doyenné de Valognes.
En 1692, pendant la guerre de la Ligue d'Augsbourg, les flottes française, commandée par le comte de Tourville, et anglo-néerlandaise, commandée par l'amiral Edwin Russel, s'affrontent à deux reprises au large du Val de Saire : le 29 mai, les Français l'emportent devant Barfleur mais, ayant mouillé à La Hougue pour réparer devant l'impossibilité de franchir le raz Blanchard avant la renverse, une partie de la flotte est incendiée par les Anglo-Néerlandais dans la rade de La Hougue les jours suivants.

### Époque contemporaine
Un train appelé « Tue-Vâques » reliait au XXe siècle Cherbourg à Saint-Vaast-la-Hougue via Barfleur. Il reste de cette ligne d'anciennes gares réhabilitées et le viaduc de Fermanville qui enjambe la Vallée des moulins.
Le Val de Saire est relativement épargné par les combats consécutifs au Débarquement, hormis quelques combats dans les landes de Fermanville et Carneville sur le site de la batterie Osteck.

## Défense des côtes au cours des siècles
Jusqu'en 1678, il n'y avait pas de fortifications côtières entre Fermanville et Barfleur. En 1702, à la reprise des hostilités dans le cadre de la guerre de Succession d'Espagne, le Cotentin croit encore une fois à une descente imminente des Anglais et la côte n'est protégée que par quelques corps de garde et deux batteries. La première défend le port de de Barfleur, et la seconde, construite cette même année sur l'ordre de Monsieur de Pontchartrain, protège l'anse de Gattemare. Elle doit empêcher, grâce à ses deux canons de douze livres, les Anglais de prendre les navires qui s'y réfugient dans l'attente de passer le raz.
En 1734, alors que la France est en guerre avec l'Autriche, un mémoire adressé au Secrétaire d'État à la Guerre fait état du délabrement des ouvrages côtiers : « Les retranchements, redoutes et autres ouvrages de fortifications sont réduits à la simple masse des terres. Il ne reste aucun vestige des plates-formes pour les canons… ». Le corps de garde de Néville nécessite des réparations alors que celui de Cosqueville est détruit mais il ne semble pas utile de le reconstruire car : « il est inutile et il n'avait été fait que pour empêcher l'embarquement des religionnaires… ». En 1743, alors que l'Angleterre entre dans le conflit à l'occasion de la guerre de Succession d'Autriche, les ouvrages sont toujours ruinés et on s'empresse de les rétablir.
En 1755, alors que le Cotentin est harcelé par des petits bâtiments corsaires ayant l'apparence de bateaux de pêche et qui pénètrent dans toutes les anses et s'emparent de tout ce qui leur tombe sous la main, le duc d'Harcourt, estime nécessaire de pourvoir l'anse de la Mondrée (Fermanville) d'une batterie car « c'est dans cet endroit que vient d'être enlevé un navire marchand ».
C'est surtout dans les premières années de la guerre de Sept Ans (1756-1763) qu'on garni la côte de divers ouvrages fortifiés dont des petits fortins demi-circulaires, comme à Réthoville afin de protéger l'anse à l'ouest de la pointe de Néville ou de simple batteries comme à Gatteville et Barfleur.
En l'an III (1794-1795), la côte est protégée par les deux fortins circulaires du Gros Joret (Fermanville) et de Réthoville et les batteries de Gatteville et Barfleur. Les liaisons sont assurées par des postes de signaux. Le signal de Cosqueville répond à celui de Fermanville qui lui même répond à celui du fort National sur l'île Pelée, et à celui de Gatteville en correspondance avec celui de La Pernelle.
Après la défaite de Trafalgar (1805), Napoléon décide d'intensifier l'armement du littoral : « dans l'état d'infériorité de notre marine, on ne saurait avoir trop de batteries de côte… ». C'est ainsi qu'on établie au lieu-dit Mont-Rouen au cap Lévi une nouvelle batterie alors que celle d'Inglemare protège par l'ouest le mouillage de l'anse de la Mondrée. Pourtant dès 1830, on renonce à armer autant de batteries dont la garde et l'entretien occasionnent des dépenses trop élevées et en 1858 ses batteries de côte n'ont plus qu'un rôle secondaire à l’exception de celles implantées dans les grandes rades.
Dès 1940, les côtes seront à nouveau l'objet d'une intense fortification par les Allemands qui remettent en état certaines anciennes redoutes ruinées et crée le mur de l'Atlantique. Les côtes sont alors jalonnées par de nombreux ouvrages et bunkers avec des points forts comme sur la pointe de Néville (Blankenese) et à Fermanville. À Néville, la pointe voit l'édification d'une trentaine d'ouvrages comprenant des casemates pour pièces de 88 mm antichars, un poste de conduite de tir, des soutes, des tobrouks et un réseau de tranchées bétonnées couvertes afin d'assurer la liaison entre les ouvrages.

## Économie

### Agriculture et pêche
Le Val de Saire est la première région de production maraîchère en Normandie puisqu'elle représente près de la moitié de la production régionale. Cette production s'est organisée depuis les années 1990 vers la culture raisonnée et localement biologique.
Jusqu'au XIXe siècle, époque où l'élevage rapportait davantage que les céréales, le Val de Saire fut le berceau de la race bovine normande, bonne laitière, beurrière et productrice de viande, avec des familles d'éleveurs, qui s'employaient à perfectionner la race et raflaient tous les prix dans les concours, comme la famille Noël. En plus de son agriculture, on y trouvait de nombreuses industries, toutes disparues, disséminés dans les bourgs : laiteries industrielles de Tocqueville et de Quettehou, fabrique de glaces pour miroirs à La Glacerie, filature de coton au Vast et à Gonneville, fabrique de pâte à papier entre Le Vast et Valcanville, fabrique de clous de zinc à Valcanville.
Barfleur et Saint-Vaast-la-Hougue sont les deux principaux ports de pêche du Val de Saire. La baisse de cette activité a contraint le monde de la mer à se tourner vers l'élevage (l'ostréiculture), et à se renouveler avec les moules de Barfleur, les coquilles Saint-Jacques et les bulots.

### Énergie
Le très grand parc éolien offshore Centre Manche sera construit au large de la région, qui héberge déjà le parc éolien de Clitourps.

## Lieux touristiques
- L'anse du Brick
- Les port, fort et phare du Cap Lévi à Fermanville
- La vallée des moulins et son viaduc, à Fermanville et Carneville
- Barfleur
- Le phare de Gatteville
- Le manoir de la Crasvillerie
- Le château de Réville
- L'église Saint-Martin de Réville
- Le manoir du Houguet
- Saint-Vaast-la-Hougue
- Île Tatihou et les forts de la Hougue et de Tatihou
- L'église Notre-Dame de Montfarville

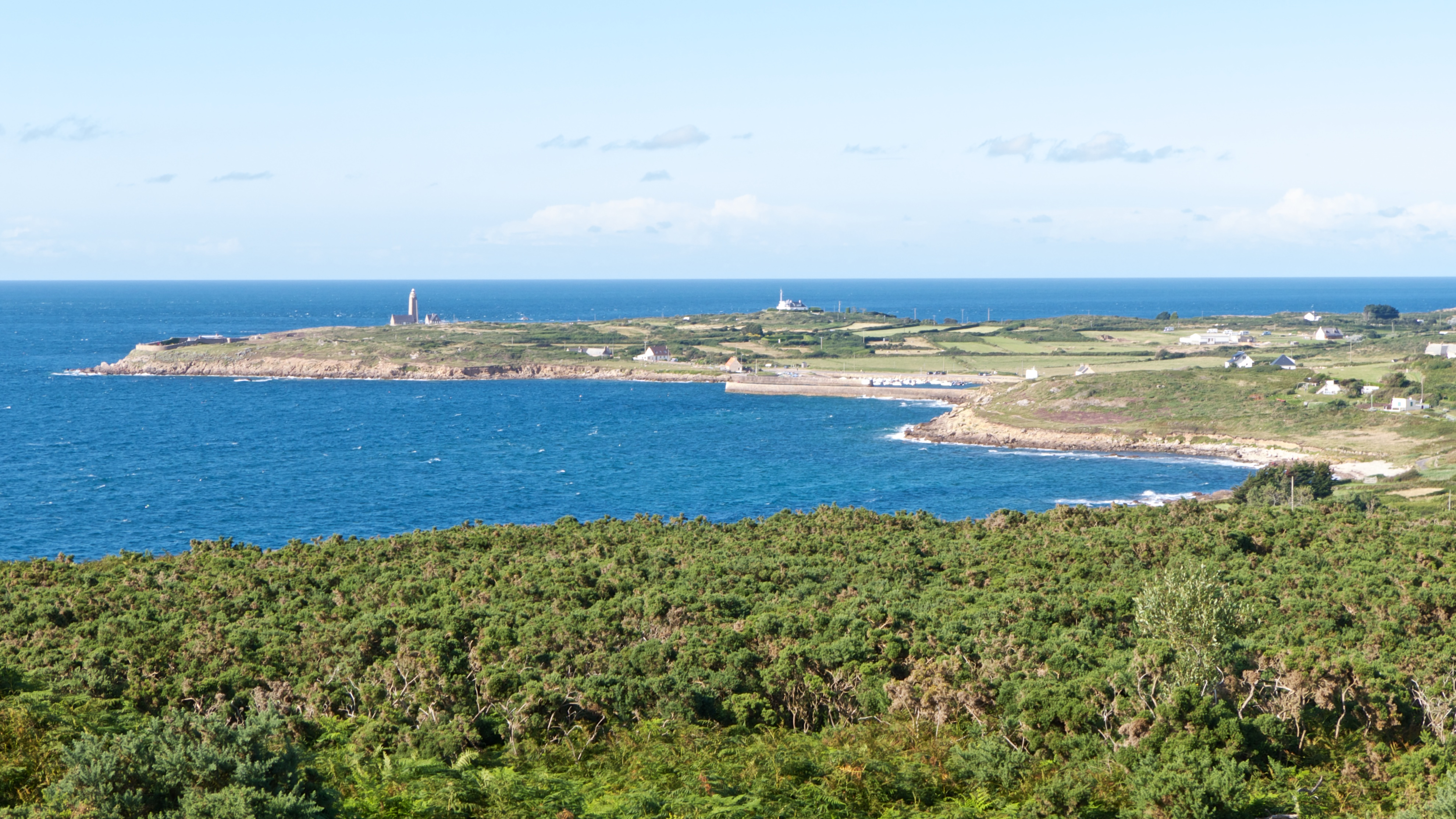
Le cap Lévi, à Fermanville, avec son fort et son phare.
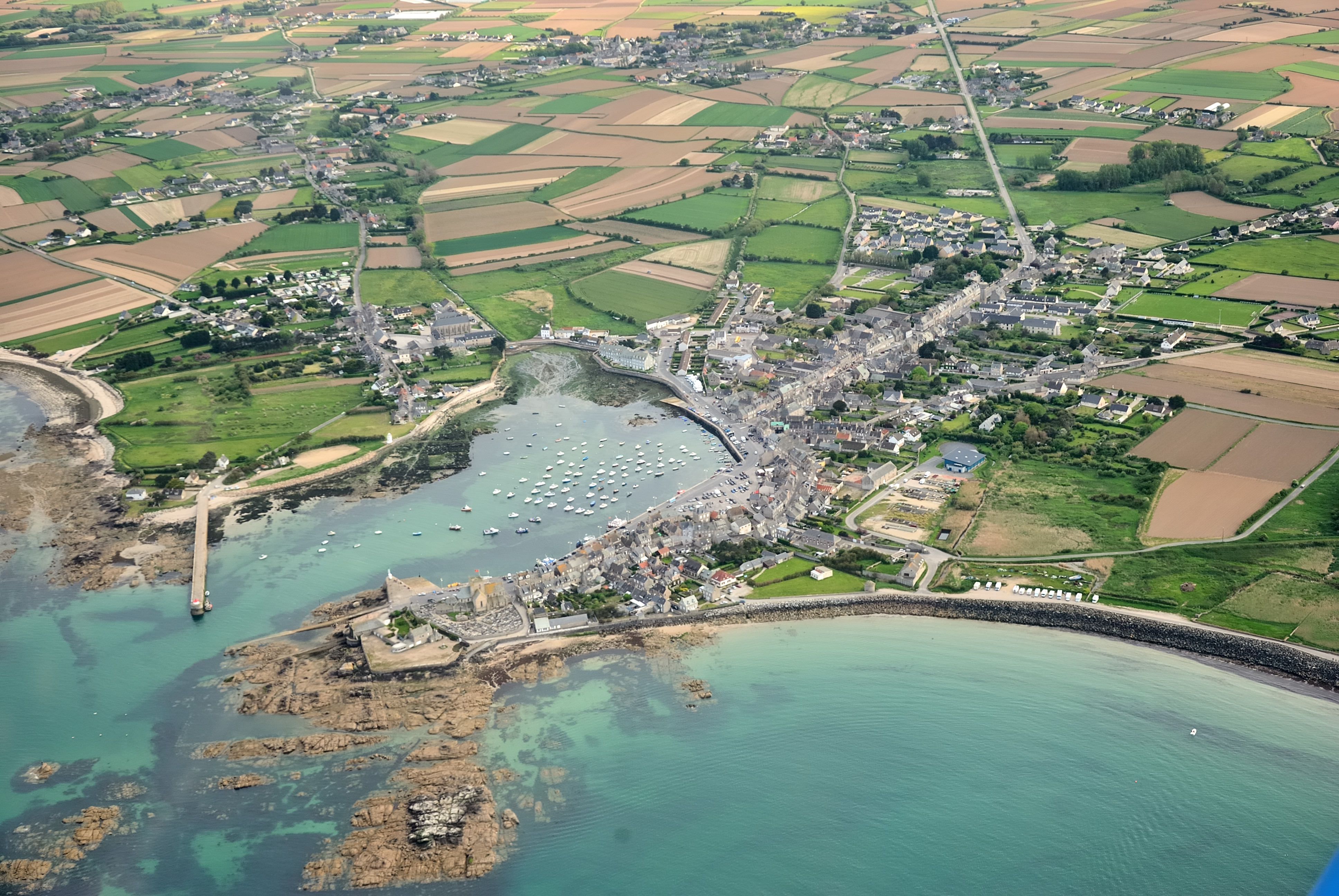
Le port de Barfleur et la plaine côtière.
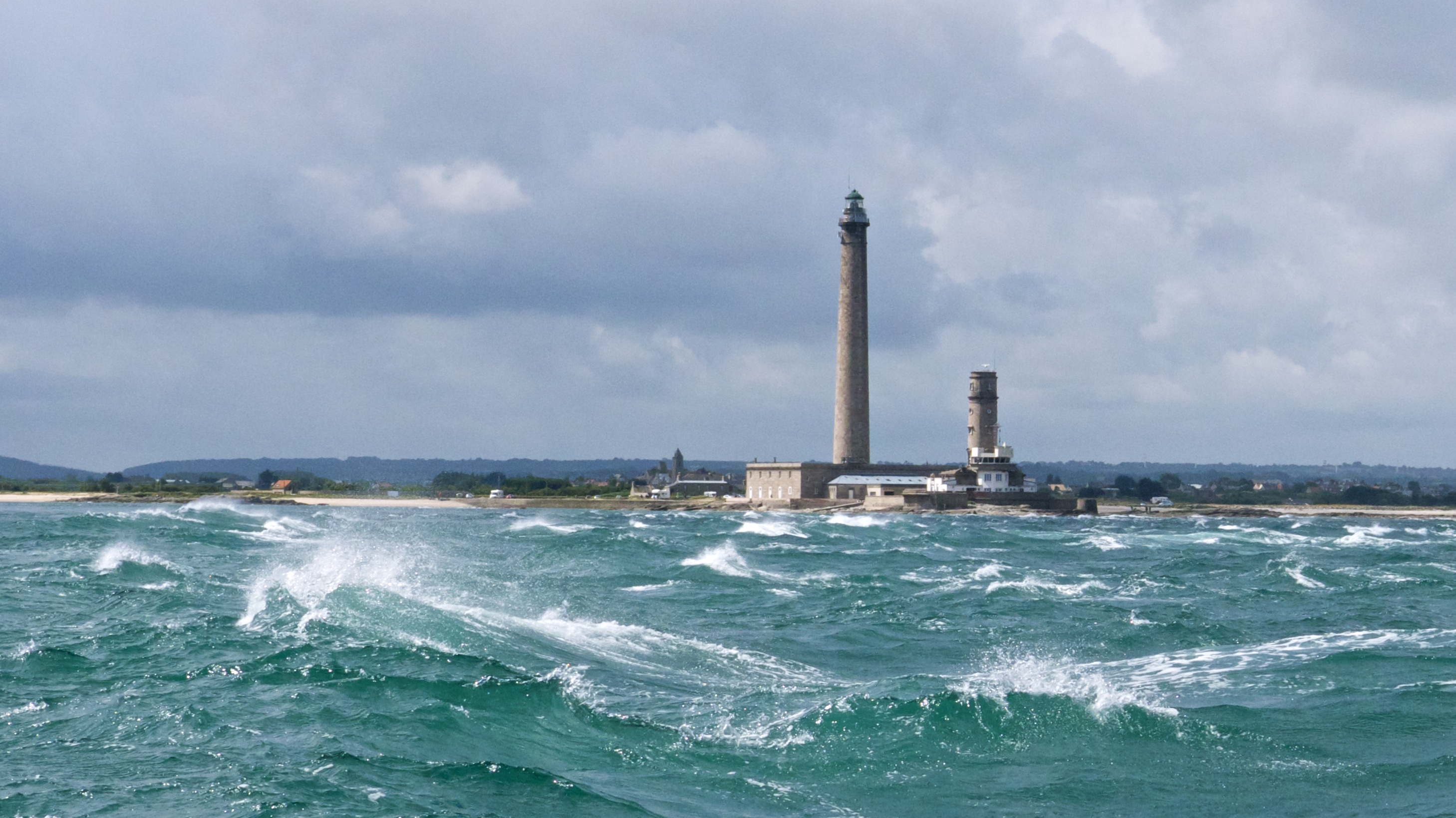
Derrière le phare de Gatteville : la plaine côtière puis le plateau.
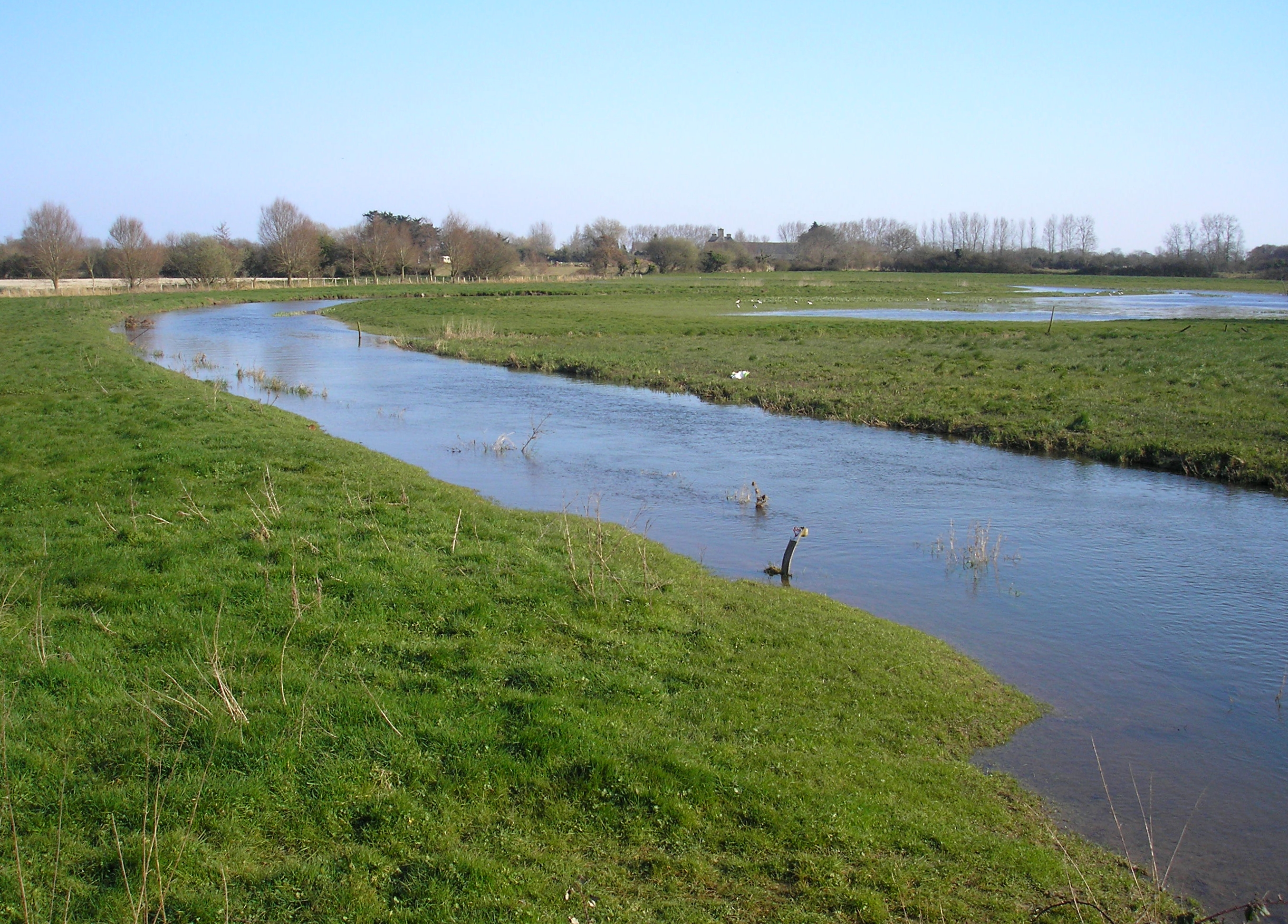
La Saire à Réville.
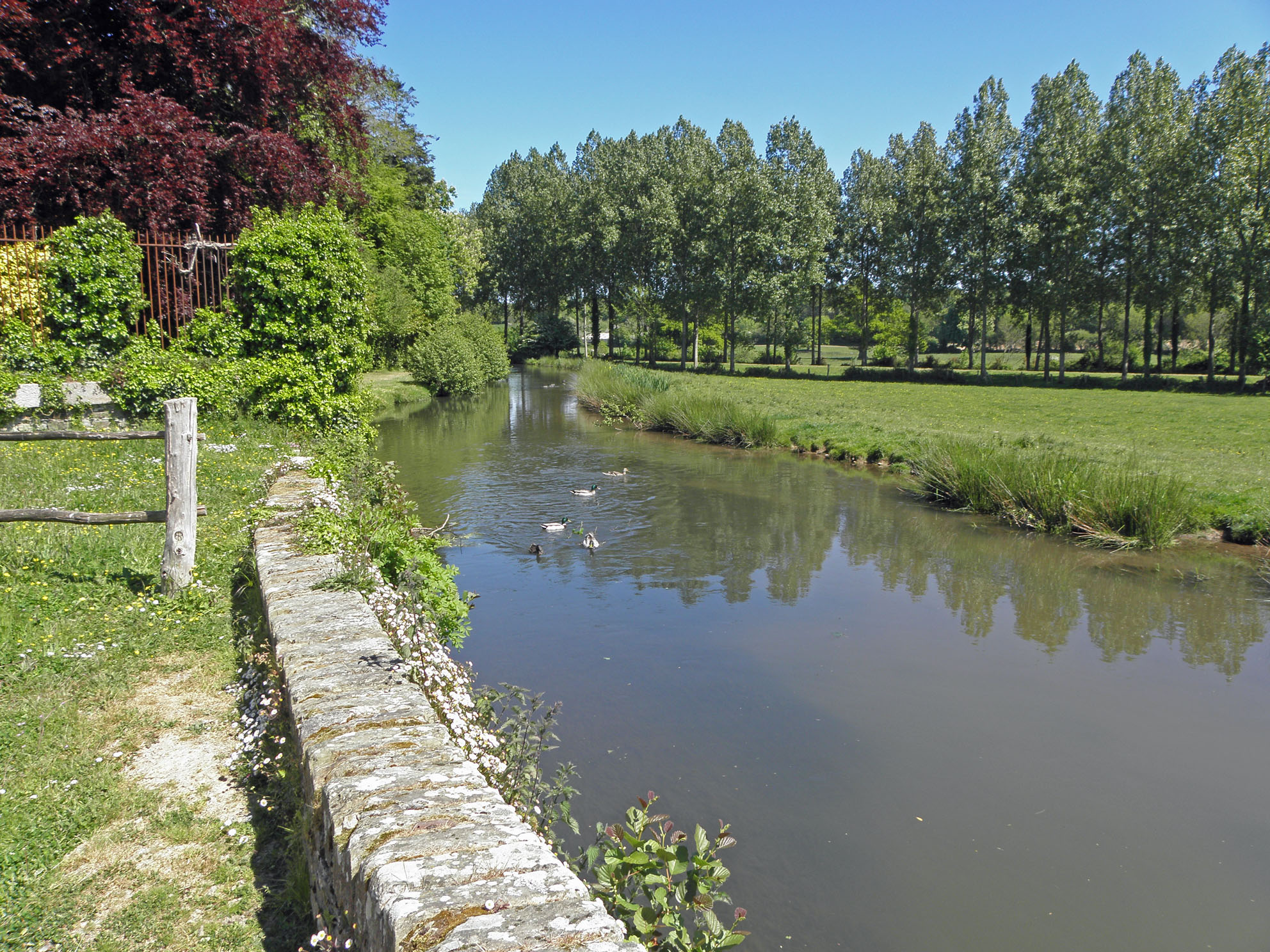
La Saire au Vast.
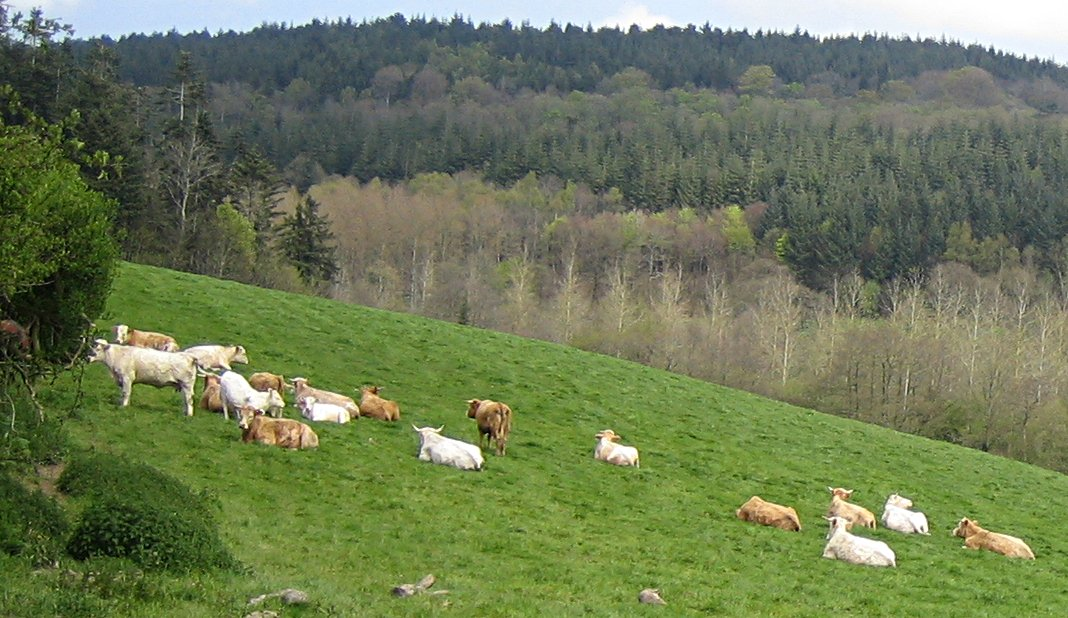
Vaches et arbres aux essences variées dans le Val de Saire, près du Vast.

## Personnalités liées au Val de Saire

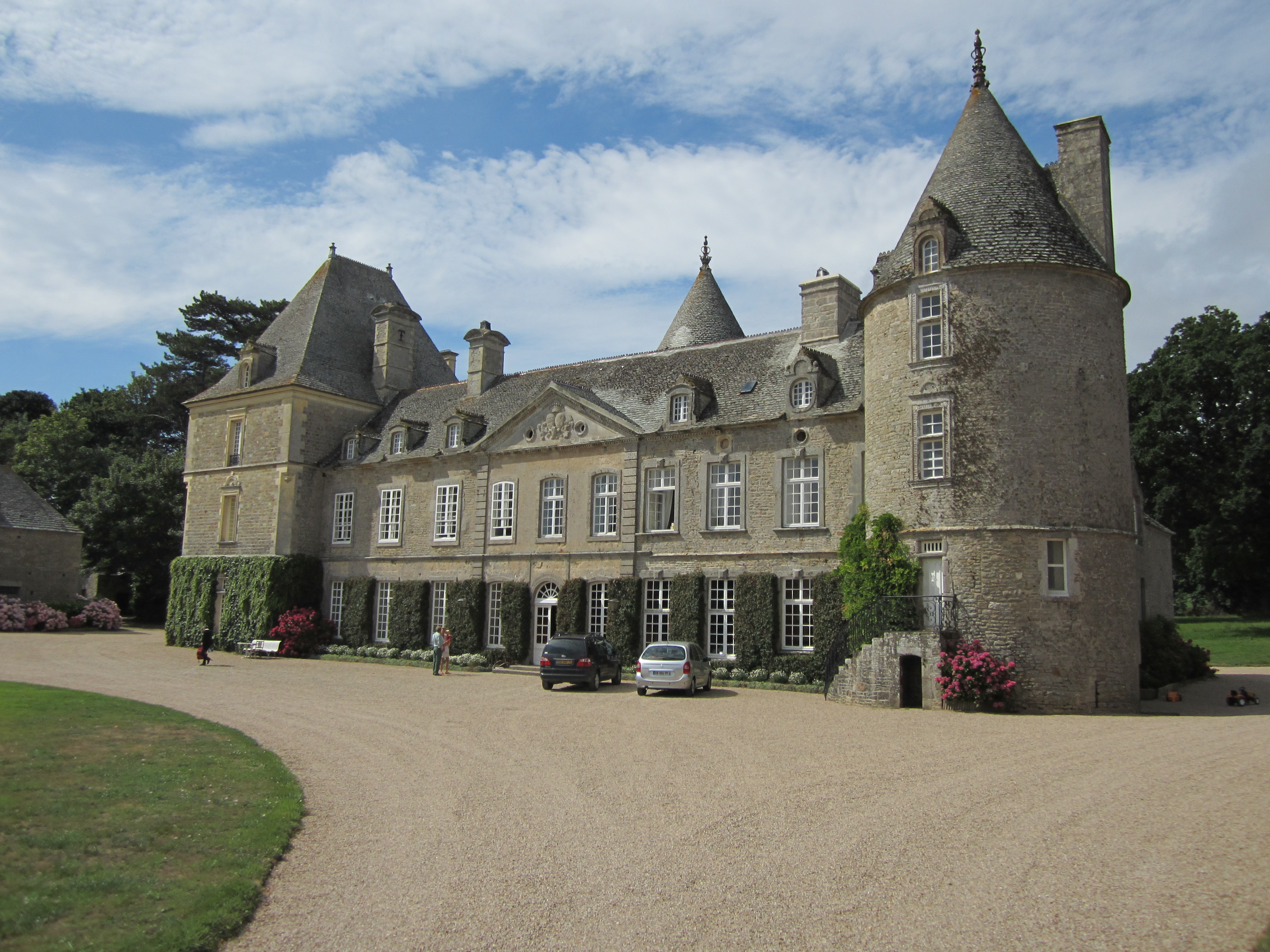
Château de Tocqueville.

Le sire de Gouberville et du Mesnil-au-Val Gilles de Gouberville livre à travers son journal retrouvé au XIXe siècle, où il consignait ses dépenses et recettes de la vie courante, un témoignage sur la vie du Val de Saire entre 1549 et 1562.
L'abbé de Saint-Pierre, inventeur d'un Projet pour rendre la paix perpétuelle en Europe en 1712, influença les philosophes des Lumières, notamment Jean-Jacques Rousseau et Emmanuel Kant, et la diplomatie européenne au XIXe siècle.
Le penseur politique et historien Alexis de Tocqueville a écrit la plupart de ses ouvrages dans le village dont il était le châtelain et d'où il tire son nom.
Au XIXe siècle, la poétesse normande Marie Ravenel a laissé un témoignage riche de sa relation à la nature et de sa vie de meunière dans le Val de Saire, et dans le domaine religieux, Julie Postel fondatrice de la Congrégation des sœurs des Écoles chrétiennes de la Miséricorde en 1807 et reconnue sainte par l'Église catholique.

## Dans les arts et la culture

### En peinture
De nombreux peintres ont fréquenté le Val de Saire et sont venus planter leur chevalet sur ses côtes ou sa proche campagne. On peut citer :
- Jean-Louis Petit (1795-1876) ;
- Guillaume Fouace (1837-1895) ;
- Eugène Boudin (1824-1898) ;
- Antoine Guillemet (1841-1918) ;
- Léon Barillot (1844-1929) ;
- Paul Signac (1863-1935) ;
- Pierre-Paul Givry ;
- Charles-Auguste Auvray (1843-1909) ;
- Maurice Pigeon (1883-1944) ;
- Paul Blanvillain (1891-1965) ;
- Georges Moteley (1865-1923) ;
- François Énault (1869-1918) ;
- Henri Chardon (1861-1939) ;
- Victor Mustel (1870-1965), parisien qui se fixa en 1906 à Saint-Vaast-la-Hougue ;
- Pierre Campain (1893-1967), artiste cherbourgeois ;
- Louis-Édouard Garrido (1893-1982) ;

Ou la sculptrice et graviste Marguerite Mackain-Langlois (1896-1976).

### Au cinéma
Parmi les films réalisés en partie dans le Val de Saire, on peut citer :
- La Marie du port (1949) à Saint-Vaast-la-Hougue ;
- Une vie (1958) à Anneville-en-Saire ;
- Le Mur de l'Atlantique (1970) à Barfleur et Saint-Vaast-la-Hougue ;
- Diva (1981) à Gatteville ;
- Le démon dans l'île (1983) à Gatteville, Barfleur, Montfarville ;
- L'avenir d'Émilie (1985) à Barfleur et Réville ;
- Le diable rose (1987) à Jonville et Barfleur ;
- Tumultes (1989) à Saint-Vaast-la-Hougue ;
- La candide Madame Duff (2000) à Fermanville ;
- Meurtres en Cotentin à Barfleur.

### En littérature
« Quelque chose d'aridement glabre, d'embastionné et de militaire flotte sur la côte nord-est du Cotentin, déboisée et tondue à ras ainsi qu'un glacis de forteresse. Autour de la lourde église de Barfleur, démâtée comme par une bordée, au bout de ses larges rues nues et venteuses, l'œil cherche malgré lui des épaulements, des parapets, des terre-pleins de batteries côtières, et ces froides et sèches lignes horizontales dont ils soulignent et durcissent l'horizon de mer. Le sentiment se fait jour que le boulet, et non le noroît, a nivelé et rasé cette plate-forme avare, n'y laissant subsister çà et là que quelques amers massifs, tels les cônes de pierre qui jalonnent la digue de Saint-Vaast. Tout suggère la ronde, le guet et le signal, au long de ce radier ami des épaves : un lieu marqué pour les fortunes et les désastres de mer. » Julien Gracq, note de 1945, in Carnets du grand chemin.

### Cartes
1. 1 2  « Lithothèque normande - carte », sur Université de Caen.
2. ↑  « Potentiel radon » [JPG], sur Institut de radioprotection et de sûreté nucléaire.
3. ↑  Parc éolien offshore Centre Manche [image], sur eoliennesenmer.fr.